# Чемпионат СССР по тяжёлой атлетике 1957
32-й чемпионат СССР по тяжёлой атлетике прошёл с 23 по 26 мая 1957 года во Львове (Украинская ССР). В нём приняли участие 197 атлетов, которые были разделены на 7 весовых категорий и соревновались в троеборье (жим, рывок и толчок).

## Медалисты
| Категория                  | Золото                                        | Золото                           | Серебро                                  | Серебро                          | Бронза                                        | Бронза                          |
| До 56 кг (легчайший вес)   | Владимир Стогов Вооружённые Силы Москва       | 327,5 кг (102,5 + 100 + 125)     | Владимир Вильховский «Спартак» Москва    | 322,5 кг (97,5 + 100 + 125)      | Арнольд Хальфин «Спартак» Минск               | 317,5 кг (102,5 + 92,5 + 122,5) |
| До 60 кг (полулёгкий вес)  | Евгений Минаев Вооружённые Силы Москва        | 357,5 кг (115 + 105 + 137,5)     | Рафаэль Чимишкян «Динамо» Тбилиси        | 347,5 кг (102,5 + 107,5 + 137,5) | Николай Немчинов «Строитель» Усть-Каменогорск | 340 кг (105 + 102,5 + 132,5)    |
| До 67,5 кг (лёгкий вес)    | Равиль Хабутдинов «Крылья Советов» Нальчик    | 380 кг (127,5 + 110 + 142,5)     | Виктор Бушуев «Энергия» Горький          | 380 кг (120 + 115 + 145)         | Григорий Гольдштейн «Буревестник» Минск       | 377,5 кг (117,5 + 115 + 145)    |
| До 75 кг (полусредний вес) | Фёдор Богдановский Вооружённые Силы Ленинград | 420 кг (135 + 125 + 160)         | Хасан Яглы-Оглы «Локомотив» Харьков      | 400 кг (120 + 122,5 + 157,5)     | Виктор Лях Вооружённые Силы Ростов-на-Дону    | 395 кг (125 + 117,5 + 152,5)    |
| До 82,5 кг (средний вес)   | Трофим Ломакин Вооружённые Силы Москва        | 440 кг (137,5 + 132,5 + 170)     | Рудольф Плюкфельдер «Шахтёр» Киселёвск   | 432,5 кг (135 + 132,5 + 165)     | Матвей Рудман «Динамо» Харьков                | 427,5 кг (130 + 125 + 172,5)    |
| До 90 кг (полутяжёлый вес) | Аркадий Воробьёв Вооружённые Силы Свердловск  | 457,5 кг (145 + 142,5 + 170)     | Фёдор Осыпа «Динамо» Харьков             | 442,5 кг (137,5 + 137,5 + 167,5) | Владимир Турукин «Спартак» Минск              | 435 кг (140 + 125 + 170)        |
| Свыше 90 кг (тяжёлый вес)  | Евгений Новиков Вооружённые Силы Минск        | 492,5 кг (167,5 + 137,5 + 187,5) | Алексей Медведев «Крылья Советов» Москва | 487,5 кг (160 + 145 + 182,5)     | Сергей Ромасенко «Крылья Советов» Куйбышев    | 447,5 кг (145 + 132,5 + 170)    |